# 戴利·汤普森
戴利·汤普森（英語：Daley Thompson，1958年7月30日—），英国男子田径运动员。他曾代表英国参加1976年、1980年、1984年和1988年夏季奥林匹克运动会田径比赛，获得二枚金牌，均来自十项全能项目。